# 副铁还原单胞菌属
副铁还原单胞菌属也称假铁还原单胞菌属、伪铁还原单胞菌属，为铁还原单胞菌科的一个属。该属的模式种为居沉积物副铁还原单胞菌（Paraferrimonas sedimenticola）。

## 下属物种
本属包括以下物种：
- 副铁单胞菌 Paraferrimonas haliotis Huang et al. 2017，侧支铁还原单胞菌
- 居沉积物副铁还原单胞菌Paraferrimonas sedimenticola Khan and Harayama 2007，沉淀物副铁还原单胞菌